# CDIPT
CDIPT (англ. CDP-diacylglycerol--inositol 3-phosphatidyltransferase) – білок, який кодується однойменним геном, розташованим у людей на короткому плечі 16-ї хромосоми. Довжина поліпептидного ланцюга білка становить 213 амінокислот, а молекулярна маса — 23 539.
| 10         |  | 20         |  | 30         |  | 40         |  | 50         |
| ---------- |  | ---------- |  | ---------- |  | ---------- |  | ---------- |
| MPDENIFLFV |  | PNLIGYARIV |  | FAIISFYFMP |  | CCPLTASSFY |  | LLSGLLDAFD |
| GHAARALNQG |  | TRFGAMLDML |  | TDRCSTMCLL |  | VNLALLYPGA |  | TLFFQISMSL |
| DVASHWLHLH |  | SSVVRGSESH |  | KMIDLSGNPV |  | LRIYYTSRPA |  | LFTLCAGNEL |
| FYCLLYLFHF |  | SEGPLVGSVG |  | LFRMGLWVTA |  | PIALLKSLIS |  | VIHLITAARN |
| MAALDAADRA |  | KKK        |  |            |  |            |  |            |

A: Аланін

C: Цистеїн

D: Аспарагінова кислота

E: Глутамінова кислота

F: Фенілаланін

G: Гліцин

H: Гістидин

I: Ізолейцин

K: Лізин

L: Лейцин

M: Метіонін

N: Аспарагін

P: Пролін

Q: Глутамін

R: Аргінін

S: Серин

T: Треонін

V: Валін

W: Триптофан

Кодований геном білок за функцією належить до трансфераз. 
Задіяний у таких біологічних процесах, як метаболізм ліпідів, біосинтез ліпідів, альтернативний сплайсинг. 
Білок має сайт для зв'язування з іоном магнію, іоном марганцю. 
Локалізований у клітинній мембрані, мембрані, ендоплазматичному ретикулумі, апараті гольджі.